# Arasittich

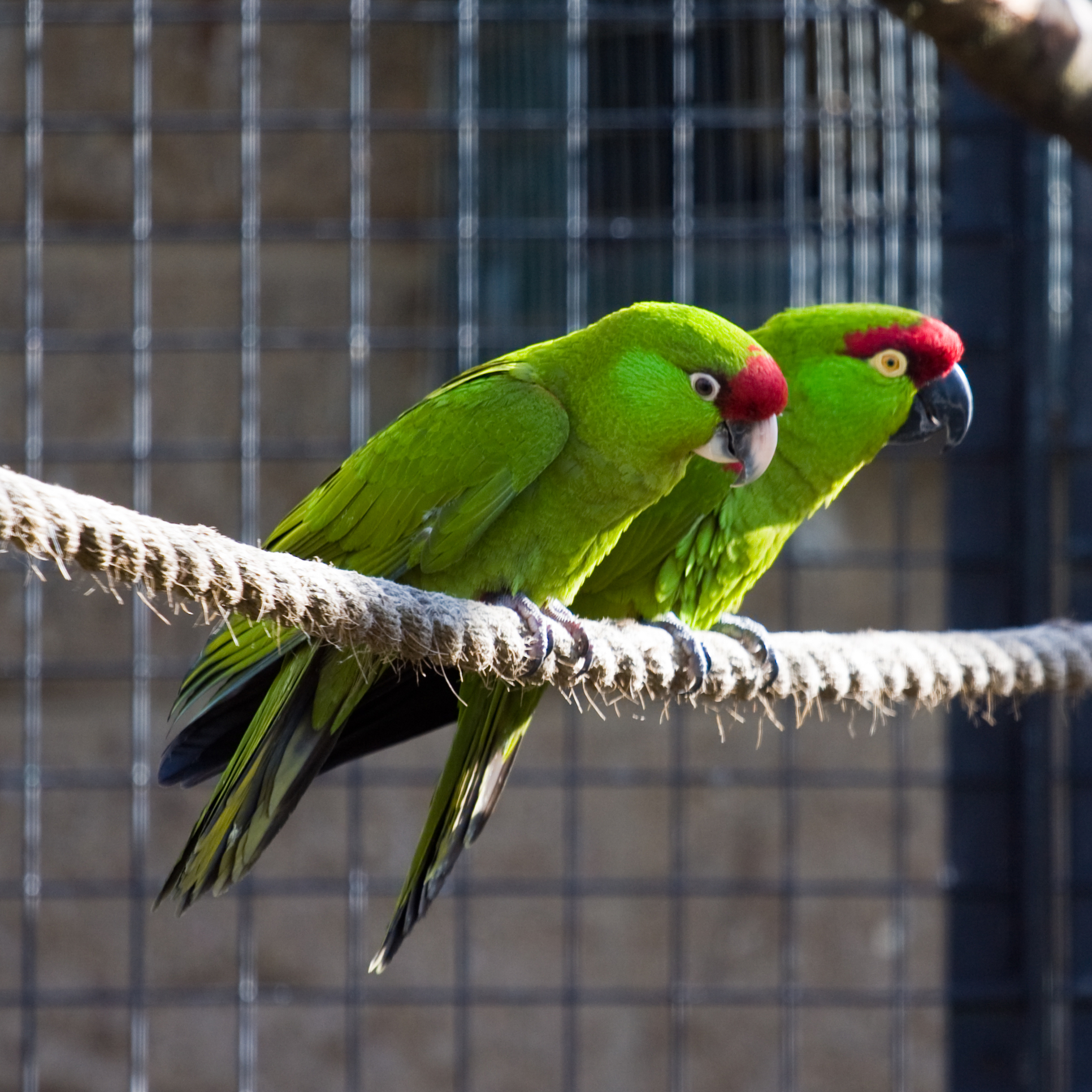
Zwei Arasittiche: Vorne ein Jungvogel, hinten ein Altvogel

Der Arasittich (Rhynchopsitta pachyrhyncha) ist ein taubengroßer, im westlichen Mexiko verbreiteter Neuweltpapagei. Sein genaues Verbreitungsgebiet liegt in der Sierra Madre Occidental von Chihuahua bis Michoacán. Früher lebten die Vögel auch in den südwestlichen USA. Ein Wiederansiedelungversuch wurde seit 1986 in den Chiricahua Mountains in Arizona mit 50 vom Zoll beschlagnahmten Arasittichen unternommen. Obwohl sich die Tiere fortgepflanzt haben, konnte sich keine stabile Population etablieren. Eine kleine Anzahl von Arasittichen lebt aber immer noch nördlich der Grenze.

## Merkmale
Arasittiche ähneln Amazonen und sind wie diese von grüner Grundfarbe. Die Stirn, ein Streifen über den Augen, der vordere Scheitel, der Flügelbug und die Federn der Schenkel sind rot. Der Schnabel ist schwarz, die Wachshaut grau, ein Ring um die Augen ist weißgelb und die Iris gelborange. Die Füße sind dunkelgrau bis schwärzlich. Arasittiche erreichen eine Länge von 38 cm.
Jungvögel zeigen weniger rot, ihr Flügelbug ist grün, das rote Stirnband schmaler. Ihr Schnabel ist hornfarben, ihre Iris braun.
Mit ihren langen, spitzen Flügel haben sie ein falkenartiges Flugbild. Sie sind schnelle Flieger, die auch schnellen Greifvögeln, wie dem Habicht und dem Wanderfalken ausweichen können. Bei langen Flügen nehmen sie eine V-förmige Flugformation ein, ähnlich wie Gänse.

## Lebensraum
Arasittiche leben in Nadelwäldern in Höhen von 1500 bis 3500 Metern. Im Winter ziehen sie in tiefere und südlichere Regionen. Unterhalb von 2000 Metern halten sie sich nur selten auf. Die Temperaturen in ihrem Lebensraum liegen meist zwischen 10 und 25 °C. Von Juli bis September gibt es fast tägliche Regenschauer. In den Wäldern wachsen vor allem Kiefern, aber auch Douglasien, Pappeln und Eichen.

## Lebensweise und Ernährung
Arasittiche fressen vor allem Kiefernsamen, leben aber auch von Eicheln, Mais, Früchten, Grünpflanzen und Nektar. Ihre Nahrung suchen sie sowohl in den Bäumen, als auch auf dem Boden. Abhängig vom Nahrungsangebot ziehen die Vögel weit umher. Sie leben paarweise oder in Gruppen die mehrere hundert Tiere stark sein können. Die Nacht verbringen sie eher in großen Gruppen, während sie sich tagsüber zur Nahrungssuche in Kleingruppen aufteilen. Bei der Nahrungssuche legen sie Entfernungen bis 40 km zurück. Paare fliegen stets zusammen mit einem Abstand von zwei bis drei Metern.

## Lautäußerungen
Arasittiche sind, wie viele Papageien, sehr laute, ruffreudige Tiere. Sie rufen während des Fluges. In einer Gruppe geben ein oder zwei Vögel in Abständen von fünf bis zehn Sekunden sanfte oder raue Rufe von sich. Die gleichen Rufe ertönen während der Nahrungssuche, aber weniger oft. Die Rufe kann man bei günstigen Bedingungen bis in einer Entfernung von 1,5 bis drei Kilometern hören. Während der gegenseitigen Gefiederpflege geben sie schnatternde Laute von sich. Auch Töne, die wie Lachen klingen, wie „kah ha“ und „kah ha ha ha ha ha“, und ein scharfes „krak krak krak“ sind zu hören.

## Fortpflanzung
Arasittiche brüten zwischen Mitte Juni und Ende Juli in Höhen von 2300 bis 3125 Metern im nördlichen Teil ihres Verbreitungsgebietes. Ihr Nest bauen sie in Baumhöhlen, auch in alten Spechthöhlen, in Höhen zwischen acht und 28 Metern. Sie vergrößern den Eingang sowie das Höhleninnere. Der durchschnittliche Innendurchmesser beträgt 27 cm. Die zwei bis vier Eier (Maße ca. 30,6 × 39,5 mm) werden auf einer Unterlage von Holzspänen gelegt. Die Paare schlafen zusammen in der Höhle. Die Eier werden bis zum Schlupf der Jungen etwa 28 Tage lang bebrütet. Nach dem Schlupf der Jungen bleibt das Weibchen noch 20 Tage zusammen mit den Jungen in der Höhle und wird zusammen mit den Jungen alle drei bis fünf Stunden vom Männchen gefüttert. Nach zehn Wochen sind die Jungvögel flügge.

## Gefährdung
Die Bestände der Arasittiche sind in den letzten Jahren stark zurückgegangen. Die Hauptursache ist der durch Abholzung verursachte Mangel an Brutbäumen.